# 小行星9233
小行星9233（英語：9233 Itagijun）是一颗围绕太阳公转的小行星。1997年2月1日，小林隆男在大泉天文台发现了此天体。
这颗小行星的绝对星等为130.7604629748819等。